# أنتال ناغي
أنتال ناغي (بالمجرية: Nagy Antal)‏ (مواليد 16 مايو 1944) هو لاعب كرة قدم. يلعب مع منتخب المجر لكرة القدم. سبق له أن لعب في كأس العالم لكرة القدم مع منتخب بلاده.

## روابط خارجية
- أنتال ناغي على موقع قاعدة بيانات كرة القدم.إي يو (الإنجليزية)
- أنتال ناغي على موقع بيانات كرة القدم. دي إي (الألمانية)
- أنتال ناغي على موقع ناشيونال فوتبول تيمز (الإنجليزية)
- أنتال ناغي على موقع عالم كرة القدم.نت (الإنجليزية)